# Афиф, Акрам
Акрам Афиф (араб. أكرم عفيف‎; род. 18 ноября 1996, Доха) — катарский футболист, нападающий клуба «Аль-Садд» и сборной Катара. Двукратный обладатель Кубка Азии (2019, 2023).

## Клубная карьера
Родился в Дохе. Начал заниматься футболом в ведущей академии страны — клубе «Аль-Садд». В 2012 году отправился в академию «Севильи», где тренировался в течение двух лет и выучил испанский язык, после чего провёл ещё год в академии «Вильярреала».
В январе 2015 года подписал контракт с бельгийским клубом «Эйпен», выступавшим во втором бельгийском дивизионе. 18 января сыграл первый матч в профессиональном футболе, дебютировав за новый клуб в поединке против «Эндрахт Альста». Выйдя в стартовом составе и проведя на поле весь матч, игрок также открыл счёт своим забитым мячам, отличившись на 38-й минуте. Всего в дебютном сезоне Афиф провёл 9 встреч и забил 2 мяча. Сезон 2016/2017 он также провёл в Бельгии, сыграв 16 встреч и отличившись 6 раз, чем помог своему клубу финишировать на втором месте и выйти в высшую лигу Бельгии.
За успехами игрока продолжали следить в Испании. 8 мая 2016 года он подписал контракт с «Вильярреалом», а 4 августа был арендован на год хихонским «Спортингом». 21 августа 2016 года дебютировал в Ла Лиге, в поединке против «Атлетика». Является первым катарским игроком, который принял участие в чемпионате Испании.

## Достижения

### Командные
«Аль-Садд»
- Чемпион Катара (3): 2018/19, 2020/21, 2021/22
- Обладатель Кубка наследного принца Катара (2): 2021, 2021
- Обладатель Кубка шейха Яссима: 2019
- Обладатель Кубка эмира Катара: 2020

Сборная Катара
- Обладатель Кубка Азии (2): 2019, 2023

## Карьера в сборной
Выступал за юношескую и молодёжную сборную Катара. В сентябре 2015 года был впервые вызван в национальную команду. 3 сентября дебютировал за неё в отборочном матче к чемпионату мира 2018 против команды Бутана, который закончился со счётом 15:0. В игре забил один гол.
В финале Кубка Азии 2023 сделал хет-трик с пенальти в ворота сборной Иордании.